# Chiapas
Chiapas (ejtsd: csapasz, IPA [ˈʧʲapas], [ˈʧapas]) Mexikó legdélibb tagállama.

## Földrajz
Keleten Oaxaca, északkeleteten Veracruz, északon Tabasco állam határolja, keleten és délen Guatemala, nyugaton pedig a Csendes-óceán. Az állam nyugati, nagyobbik részét elfoglalja a Sierra Madre chiapasi nyúlványa. Innen indul a Grijalva folyó keletre, a Campechei-öböl felé.
Chiapas legmagasabb pontja a 4060 m (más források szerint 4067 m, 4080 m vagy 4092 m) magas Tacaná nevű rétegvulkán Guatemala határán. A jóval alacsonyabb, de 1982-es pusztító kitörései miatt világszerte ismert vulkán, a Chichonal az állam északi részén található.
Az állam részén található a Sima de las Cotorras nevű hatalmas víznyelő.

## Éghajlata
Trópusi: meleg és nedves.

## Nagyobb városai
- Tuxtla Gutiérrez (főváros)
- Tapachula
- San Cristóbal de las Casas

## Népesség
Ahogy egész Mexikóban, a népesség növekedése Chiapas államban is gyors, ezt szemlélteti az alábbi táblázat:
| Év   | Lakosság  |
| ---- | --------- |
| 1990 | 3 210 496 |
| 1995 | 3 584 786 |
| 2000 | 3 920 892 |
| 2005 | 4 293 459 |
| 2010 | 4 796 580 |

## Látnivalók

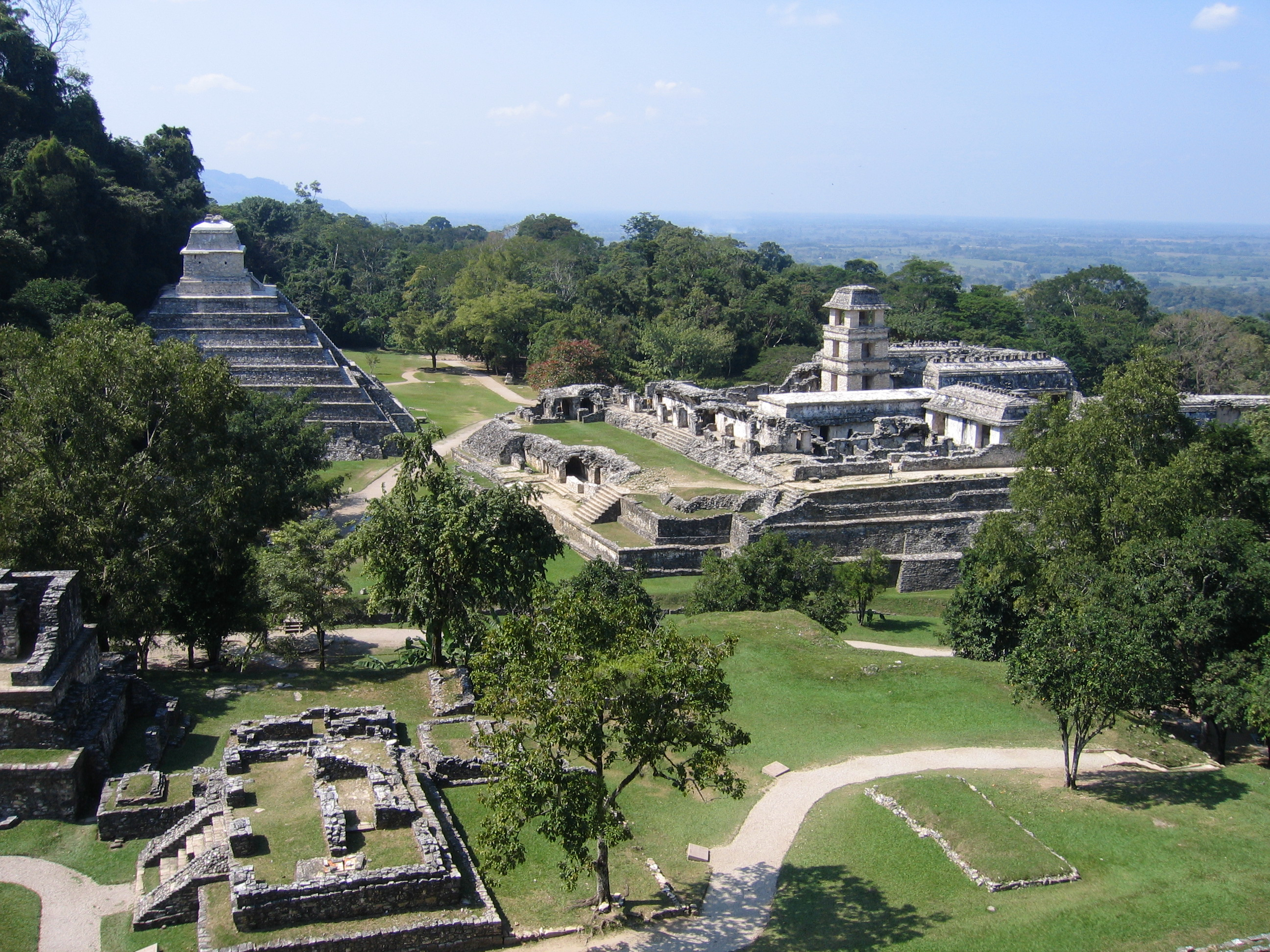
Maja romok Palenque-ben

## Kultúra
Jellegzetes chiapasi ital a tascalate.